# Scaphochlamys uniflora
Scaphochlamys uniflora là một loài thực vật có hoa trong họ Gừng. Loài này được Ooi Im Hin, Kalu Meekiong và Wong Sin Yeng miêu tả khoa học đầu tiên năm 2017.

## Mẫu định danh
Mẫu định danh: I.H. Ooi & K. Jeland OIH82; thu thập ngày 12 tháng 1 năm 2014 ở cao độ 34 m, tọa độ 1°22′37,2″B 110°11′33,9″Đ / 1,36667°B 110,18333°Đ, Seromah, huyện Bau, tỉnh Kuching, bang Sarawak, Malaysia. Holotype lưu giữ tại Cục Lâm nghiệp bang Sarawak ở Kuching (SAR).

## Từ nguyên
Tính từ định danh uniflora là để nói tới cụm hoa 1 hoa của loài này.

## Phân bố
S. uniflora chỉ được biết đến từ khu vực lấy mẫu trong huyện Bau, tỉnh Kuching, bang Sarawak, Malaysia. Loài này sinh sống trong các hốc mùn/lá rụng sâu trên đá vôi karst, ở cao độ ~35 m.

## Mô tả
Địa thực vật thân thảo, sống lâu năm, có thân rễ, cao tới ~25 cm. Thân rễ bò lan trên mặt đất, đường kính ~5 mm, vỏ màu nâu nhạt, ruột màu trắng ánh nâu. Các chồi lá cách nhau 2–10 cm, 1 lá, cây non tới 8 lá; cuống lá dài 5–10 cm, có rãnh, có lông tơ, màu xanh lục vừa, đáy hình gối, màu xanh lục từ nhạt tới ánh vàng; bẹ không lá ~3, dài 0,5–6 cm, màu từ lục nhạt tới nâu nhạt, nhẵn nhụi, mủn khi già; bẹ lá dài ~2 cm, dạng màng, màu xanh lục nhạt ánh nâu, nhẵn nhụi, khô và xé vụn khi già; lưỡi bẹ khó thấy; phiến lá 9–12 × 3–4 cm, hình trứng tới hình mác, dạng da, mép hơi gợn sóng, đáy thon nhỏ dần, đỉnh nhọn; mặt gần trục nửa bóng, màu xanh lục vừa, đôi khi lốm đốm màu (các sắc trắng giữa gân giữa và mép trừ các gân bên chính), nhẵn nhụi; gân giữa lõm, màu xanh lục sẫm, nhẵn nhụi, các gân bên chính khó thấy; mặt xa trục màu xanh lục ánh trắng, nhẵn nhụi, gân giữa nổi, màu xanh lục sẫm, nhẵn nhụi, các gân bên chính khó thấy. Cụm hoa dài ~6,5 cm, mọc ra từ gần đáy lá bên trong các bẹ lá, gồm 1 hoa đơn độc mọc trên cuống cụm hoa; cuống cụm hoa dài ~0,5 cm, màu lục nhạt ánh trắng, nhẵn nhụi, được bẹ không lá đã mủn bao phủ; lá bắc 1, kích thước ~20 × 4 mm, sắp xếp xoắn ốc, hình mác, dạng màng, nhẵn nhụi, màu lục nhạt ánh nâu, đỉnh nhọn thon, mỗi lá bắc đỡ 1 hoa; lá bắc con 1, dài ~22 mm, dài hơn lá bắc nhưng khó phân biệt với lá bắc, màu lục nhạt ánh nâu; hoa dài ~5,5 cm, mùi thơm nhẹ dễ chịu tương tự như mùi của mô của Etlingera elatior; đài hoa dài ~16 mm, hình ống, màu trắng, nhẵn nhụi, đỉnh hơi 3 răng; ống hoa dài ~40 mm, màu trắng, nhẵn nhụi; các thùy tràng hoa dài ~12 mm, hình mác, màu trắng, nhẵn nhụi, đỉnh nhọn, có nắp; cánh môi ~20 × 17 mm, hình thìa, mặt gần trục có lông tuyến, màu trắng ở đáy với màu tím dọc theo dải giữa màu vàng nhạt cho tới đỉnh, đỉnh 2 thùy, khía răng cưa ~5 mm; nhị ~11 × 2 mm, có lông tuyến che phủ, màu trắng với ánh tía tại mào; chỉ nhị dài ~6 mm; mô vỏ bao phấn dài ~3 mm, có cựa, mào dài ~1,5 mm, hơi 3 thùy; đầu nhụy dài dưới 1 mm, hình chùy, với 2 bướu ở lưng, lỗ nhỏ có lông rung, hướng về phía trước; vòi nhụy dài ~45 mm, màu trắng, nhẵn nhụi; bầu nhụy dài ~2 mm, 1 ngăn, màu lục nhạt, thưa lông tơ, noãn đính đáy. Tuyến trên bầu 2, dài ~4 mm, rời, hình kim, màu trắng ánh vàng. Không thấy quả và hạt.
Nhóm Calcicola được xác định bằng cụm hoa hơi lỏng lẻo, các lá bắc dạng màng sắp xếp xoắn ốc hay hai dãy, các lá bắc con tương tự như lá bắc, với lá bắc con thứ nhất 2 gờ lưng mờ nhạt và đôi khi dài hơn lá bắc liên hợp, hoa lớn, dài ~5,5 cm với cánh môi dài ~2 cm và quả có vỏ quả ngoài nhẵn. Nhóm này chỉ giới hạn ở huyện Bau, tỉnh Kuching, Sarawak, gồm 2 loài là S. calcicola, S. uniflora.
S. uniflora giống với S. durga về mặt sinh dưỡng, nhưng dễ dàng phân biệt với loài kia ở chỗ có hoa lớn hơn rất nhiều với cánh môi dài hơn (~2 cm so với ~1 cm), các lá bắc màu lục nhạt (so với nâu nhạt), lá bắc con thứ nhất dài hơn lá bắc liên hợp (so với lá bắc con thứ nhất ngắn hơn), mào bao phấn màu trắng ánh tím (so với màu trắng) và sự hiện diện của cựa bao phấn (so với không cựa).
Loài này có sự tổ hợp kỳ dị của phiến lá như của S. durga, cánh môi như của S. graveolens, bao phấn như của S. polyphylla, mùi hoa như của S. stenophylla trong khi cụm hoa chỉ bao gồm 1 hoa bên trong 1 lá bắc và 1 lá bắc con. Mặc dù không thể xem xét sự sắp xếp tiềm năng của cụm hoa 1 hoa, nhưng S. uniflora được coi là loài thứ hai của nhóm Calcicola do hoa tương đối lớn và lá bắc con hơi dài hơn lá bắc của nó.